# さくらさくら (テレビドラマ)
『さくらさくら』は、1977年3月19日から同年9月17日までフジテレビ系列の『土曜劇場』で放送されたテレビドラマ。

## 概要
日本初の女医専門学校である東京女医学校、東京女子医学専門学校（現在の東京女子医科大学）の創設者・吉岡彌生の生涯を元にした物語。明治時代、大正時代を舞台に、彌生の17歳（明治21年）から56歳（昭和2年）までを描いた。
静岡県小笠郡土方村（現在の掛川市）で生まれ育った彌生は、父・要斎が幕末期に江戸に出て医学を学んだ経歴を持つ村の名医という医者一家の娘。彌生は17歳の時、東京に出て医学を勉強することを決意し、その旨を父・要斎に申し出たが「女には無理だ」と大反対され、大ゲンカに。しかし祖母の梅の説得、母の千勢と兄の俊太郎の応援もあって要斎も最後は折れて許しを得られ、明治22年（1889年）、大きな希望と志を持って東京へ出発、俊太郎と同じ下宿に住んで、済生学舎に入学し医学生としての第一歩を踏んだ。その後彌生は日本で27番目の女医となり、山岡荒太と結婚し、実誠学院を創設して実誠病院を経営。済生学舎が専門学校に昇格するあおりを食らって締め出された女学生たちを集めて女医学校を設立した。女医そして女医学校創設者としての彌生の活躍と人生の記録である。

## キャスト
- 土方（山岡）彌生：浅茅陽子
- 土方要斎：大滝秀治
- 土方千勢：馬渕晴子
- 土方俊太郎：大門正明
- 土方梅：村瀬幸子
- お志麻：紀比呂子- 俊太郎の恋人
- 喜作：西田敏行
- 伊集院瑞穂：樹木希林（悠木千帆）[2]
- 山岡荒太：新克利
- 鮎川いづみ
- 湯村麻子：片桐夕子
- 田坂義則（アンスル先生）：フランキー堺
- 伊作（下宿の主人）：近石真介
- お兼（下宿のおばさん）：野村昭子
- 細川イト：千うらら
- 中原和代：上原ゆかり
- 袋井寅：中村たつ
- 岡見京子：川口敦子 - 先輩の女医
- 高橋瑞子：中原早苗 - 女医学生懇談会顧問
- 熊切：蟹江敬三
- 長谷川泰：北村和夫 - 済生学舎校長
- お豊：都家かつ江 - 実誠学院寄宿舎のまかないさん
- 山岡玄雄：中条静夫 - 荒太の父
- 幸右衛門：根上淳 - お志麻の父
- 寿美香：新橋耐子 - 大坂村に住む元女役者
- 久米弘道：中島久之 - 彌生の縁談相手
- 種吉：石濱朗 - 麻子の別れた夫
- 順平：田村亮
- 足立：江藤博利（第18話出演）
- 荻とも子：末次美沙緒 - 山岡家のお手伝い
- 山岡博太：佐久田修 - 彌生の息子

## スタッフ
- 脚本：大西信行（全話担当）
- 演出：戸崎春雄、浜忠臣
- 制作：フジテレビ

## サブタイトル
| 話数 | 放送日        | サブタイトル            | 演出             |
| ---- | ------------- | ----------------------- | ---------------- |
| 1    | 1977年3月19日 | 女、志をたてて          | 戸崎春雄         |
| 2    | 1977年3月26日 | 女の地獄済生学舎        | 戸崎春雄         |
| 3    | 1977年4月2日  | 女であること            | 戸崎春雄、浜忠臣 |
| 4    | 1977年4月9日  | 女が家出する時          | 戸崎春雄         |
| 5    | 1977年4月16日 | 女とバクテリア          | 浜忠臣           |
| 6    | 1977年4月23日 | 恋と金とドイツ語        | 戸崎春雄         |
| 7    | 1977年4月30日 | 雨の試験地獄            | 戸崎春雄         |
| 8    | 1977年5月7日  | 初の解剖震える手        | 戸崎春雄         |
| 9    | 1977年5月14日 | 恋のライバル同士        | 浜忠臣           |
| 10   | 1977年5月21日 | 女医誕生! 父に女が…     | 戸崎春雄         |
| 11   | 1977年5月28日 | 失恋得恋、恋の味        | 戸崎春雄         |
| 12   | 1977年6月4日  | 喜びが一転、あッ…!      | 戸崎春雄         |
| 13   | 1977年6月11日 | 父と娘の夜明け          | 浜忠臣           |
| 14   | 1977年6月18日 | 愛の青森ゆき、そして…!! | 戸崎春雄         |
| 15   | 1977年6月25日 | スルメでプロポーズ      |                  |
| 16   | 1977年7月2日  | 日本一の結婚式          |                  |
| 17   | 1977年7月9日  | 夫婦の夢と火の車        | 浜忠臣           |
| 18   | 1977年7月16日 | (秘)金策四十八手        | 戸崎春雄         |
| 19   | 1977年7月23日 | 飛びだした花嫁          | 浜忠臣           |
| 20   | 1977年7月30日 | 誕生!!女医学校          | 浜忠臣           |
| 21   | 1977年8月6日  | すばらしき出産          | 浜忠臣           |
| 22   | 1977年8月13日 | 喜作の恋                | 戸崎春雄         |
| 23   | 1977年8月20日 | 特訓四人の女医候補生    | 浜忠臣           |
| 24   | 1977年9月3日  | 初の卒業式、大混乱!     |                  |
| 25   | 1977年9月10日 | 父の死悲しく晴れ姿      | 浜忠臣           |
| 26   | 1977年9月17日 | 夫の死                  | 戸崎春雄         |